# Bertil Nordin
Bertil Nordin är en svensk före detta fotbollsspelare som testades som center i Gais i division II 1961.
Nordin kom till Gais från Västra Frölunda IF. Han beskrevs i Dagens Nyheter som "för långsam av sig", men tidningen utsåg honom ändå till Gais bäste kedjespelare i en match mot Halmstads BK i augusti 1961. Det blev bara sex seriematcher för Gais denna hans enda säsong i klubben, men han lyckades på dessa göra fyra mål.
Nordin var även handbollsmålvakt för Gais.